# Havasu Creek
Havasu Creek is een zijrivier van de Colorado, die loopt door Arizona. De benedenloop van de rivier loopt door een canyon in het Indianenreservaat van de Havasupais en mondt uit in de Colorado in Grand Canyon Nationaal Park.